# Шумане-Пустоли
Шумане-Пустоли (пол. Szumanie-Pustoły) — село в Польщі, у гміні Завідз Серпецького повіту Мазовецького воєводства.
Населення — 156 осіб (2011).
У 1975-1998 роках село належало до Плоцького воєводства.

## Демографія
Демографічна структура станом на 31 березня 2011 року:
|          | Загалом | Допрацездатний вік | Працездатний вік | Постпрацездатний вік |
| -------- | ------- | ------------------ | ---------------- | -------------------- |
| Чоловіки | 76      | 22                 | 44               | 10                   |
| Жінки    | 80      | 20                 | 41               | 19                   |
| Разом    | 156     | 42                 | 85               | 29                   |